# 발리니즈
발리니즈(Balinese)는 시암고양이의 일종으로, 고양이의 한 품종이며 몸의 형태와 털의 색깔이 같으나 털 길이가 약 5cm 정도 긴 장모종이다. 꼬리는 길고 털이 풍성하다. 이름의 유래는, 샴고양이 특유의 경쾌한 걸음걸이에 긴 털이 찰랑찰랑 움직이는 모습이 발리 댄서의 모습과 같아 붙은 것이다.

## 참고 문헌
- 영문 위키피디아의 발리니즈 항목